# سردنگی دل
سردنگی دل (به صربی: Srednji Del) یک منطقهٔ مسکونی در صربستان است که در ناحیه پچینیا واقع شده‌است. سردنگی دل ۹۰ نفر جمعیت دارد.